# Kristof Beyens
Kristof Beyens (ur. 13 lipca 1983 w Herentals) – belgijski lekkoatleta, sprinter. 

## Osiągnięcia
- brązowy medal młodzieżowych mistrzostw Europy (sztafeta 4 x 100 m, Bydgoszcz 2003)[1]
- 4. miejsce podczas misrtzostw Europy (bieg na 200 m, Göteborg 2006)

W 2008 reprezentował Belgię podczas igrzysk olimpijskich w Pekinie, gdzie odpadł w półfinale na 200 metrów. Ostatecznie sklasyfikowany został na 15. pozycji. 
W 2006 wybrano go najlepszym lekkoatletą Belgii (Gouden Spike).

## Rekordy życiowe
- bieg na 100 metrów – 10,32 (2003)
- bieg na 200 metrów – 20,44 (2007)
- bieg na 300 metrów – 33,49 (2002)

Podczas mistrzostw świata (Paryż 2003) belgijska sztafeta 4 x 100 metrów z Beyensem na trzeciej zmiania ustanowiła aktualny rekord kraju – 39,05.